# 第二神殿

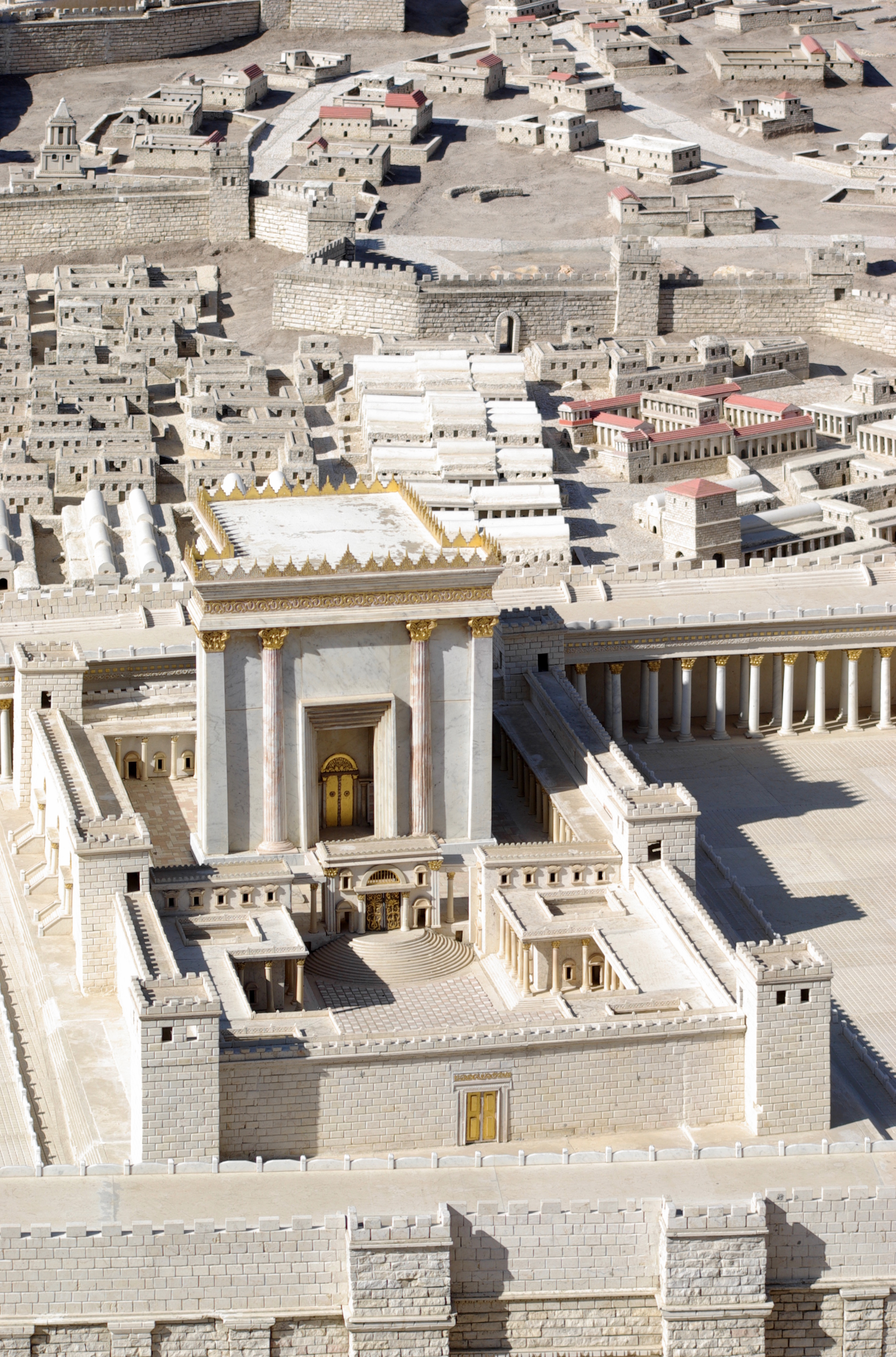
イスラエル博物館内の第二神殿の模型（ヘロデ大王による修繕後、ヘロデ神殿）

第二神殿（だいにしんでん）は、紀元前516年から紀元後70年までの間エルサレムの神殿の丘に建っていたユダヤ人の重要な神殿（エルサレム神殿）である。それは紀元前586年のバビロン捕囚の際に破壊されたソロモンの第一神殿に代わって建設された。

## 歴史
紀元前538年にアケメネス朝ペルシャの王位を継承したキュロス2世は、エルサレム市街地の復興とエルサレム神殿の再建を行った人物の有力な候補である。聖書によると、ユダヤ人がキュロス2世の命令によってバビロン捕囚から解放されエルサレムに戻った際、ユダヤ人たちがバビロンに捕囚されていたおよそ70年の間破壊されたまま放置されていたソロモンの第一神殿があった場所で神殿の建設が始まった。ユダヤ人が捕囚されて空白となったエルサレムに別の場所から移住してきた他民族が神殿の建設に反対したため比較的短期間の休止があったものの、紀元前521年、アケメネス朝ペルシアの王ダレイオス1世の下で神殿の建設は再開され、紀元前517もしくは518年、ダレイオス1世の統治6年目の間に完成し、神殿で奉献式が行われた。
ローマ帝国は皇帝のティトゥスの下で西暦66年にユダヤ戦争を始め、ユダヤ人の敗北が決定的になった西暦70年のエルサレム包囲戦においてエルサレムと第二神殿は破壊された。以後エルサレム神殿は再建されることはなかった。西の壁の下部はヘロデ神殿の遺構を残す数少ない部分であり、嘆きの壁として現存している。
古典的なラビ文学は第二神殿が420年間立っていたと述べられており、2世紀に書かれた年代誌であるen:Seder Olam Rabbahに基くと非宗教的な推定よりも166年遅い（en:Missing years (Jewish calendar)）紀元前350年（3408 AM（創世紀元、世界創造紀元の一種））に建設されて70年 (3829 AM)に破壊されたとされる。
紀元前20年から19年の辺りにヘロデ大王が第二神殿の再建と大拡張工事に着手し、大王没後のAD62-64年頃に完成した神殿はヘロデ神殿と称される。

## 神殿の再建

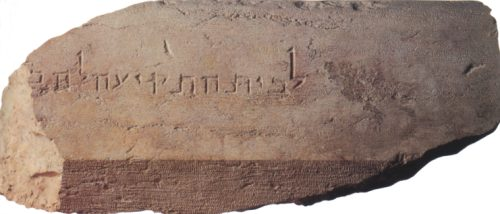
ヘブライ語で「放浪の場所へ（To the Trumpeting Place）」と銘が打たれた石(2.43x1 メートル)。ベンジャミン・メイザーによって、神殿の丘の南側下部で発掘され、第二神殿の一部であると考えられている。

聖書の記述に基くと、バビロン捕囚から帰還した後、70年前のユダ王国の滅亡後荒廃していたユダヤ属州を立て直すための準備はすぐに行われた。帰還者たちは42,360人の団体を作り、ユーフラテスの川岸からエルサレムまでの長く陰惨な4カ月の旅を終えた。彼らは強い宗教的な衝動によって彼らの全ての出来事で活気に満ちており、したがって彼らのはじめの懸念の1つは、彼らの滅ぼされた神殿を再建し、コルバンとして知られる生贄の儀式を復活させることによって古来からの崇拝の建物を復旧させることだった。
総督であったゼルバベルの勧誘において、61,000ダリクの金と5,000ミナの銀および祭司の衣服100着が神殿再建の工事の為に寄付された。彼らは、初めに建設し神への捧げものを奉じていた第一神殿が立っていたのと同じ位置に第二神殿を築こうとし、古い神殿の場所を占有していた瓦礫を片付けた。そして、紀元前535年の建設を開始してから2年2か月目に、第二神殿の土台の建設が始まった。この大きな運動において広い関心が感じられたが、傍観者たちには複雑な心境で見られていた。
サマリア人はこの仕事において協力の提案を行った。しかし、ゼルバベルおよび宗教的指導者達は、ユダヤ人自身の手によって協力なしに神殿を作り上げなければならないと考え、協力提案の全てを断った。すぐにユダヤ人に関する悪評が広まった。エズラ記の第4章5節によると、サマリア人は彼らの目標を妨げようとし、その仕事が続行不能となった結果エクバタナおよびスーサへと使者を送った。
その7年後、ユダヤ人の祖国への帰還と神殿の再建を認めたキュロス2世が死去し、彼の息子のカンビュセス2世が跡を継いだ。彼の死によって「偽スメルディス」は約7から8か月の間王位を占有し、その後紀元前522年にダレイオス1世がペルシャの王となった。ダレイオス1世の統治2年目に神殿を再建する仕事は再開され、預言者ハガイとゼカリヤによる真剣な助言と警告による激励のもとで完成に持ち込んだ。捕囚から帰還してから20年以上後の紀元前516年の春には奉献の準備ができていた。神殿はダレイオス1世の統治6年目のアダルの月の3日に完成したが、それはユダヤがもはや独立した民族ではなく外国の影響を受けているということを明白にした。ハガイ書には、第二神殿の栄光が第一神殿のそれよりも大きくなるという預言が含まれている。

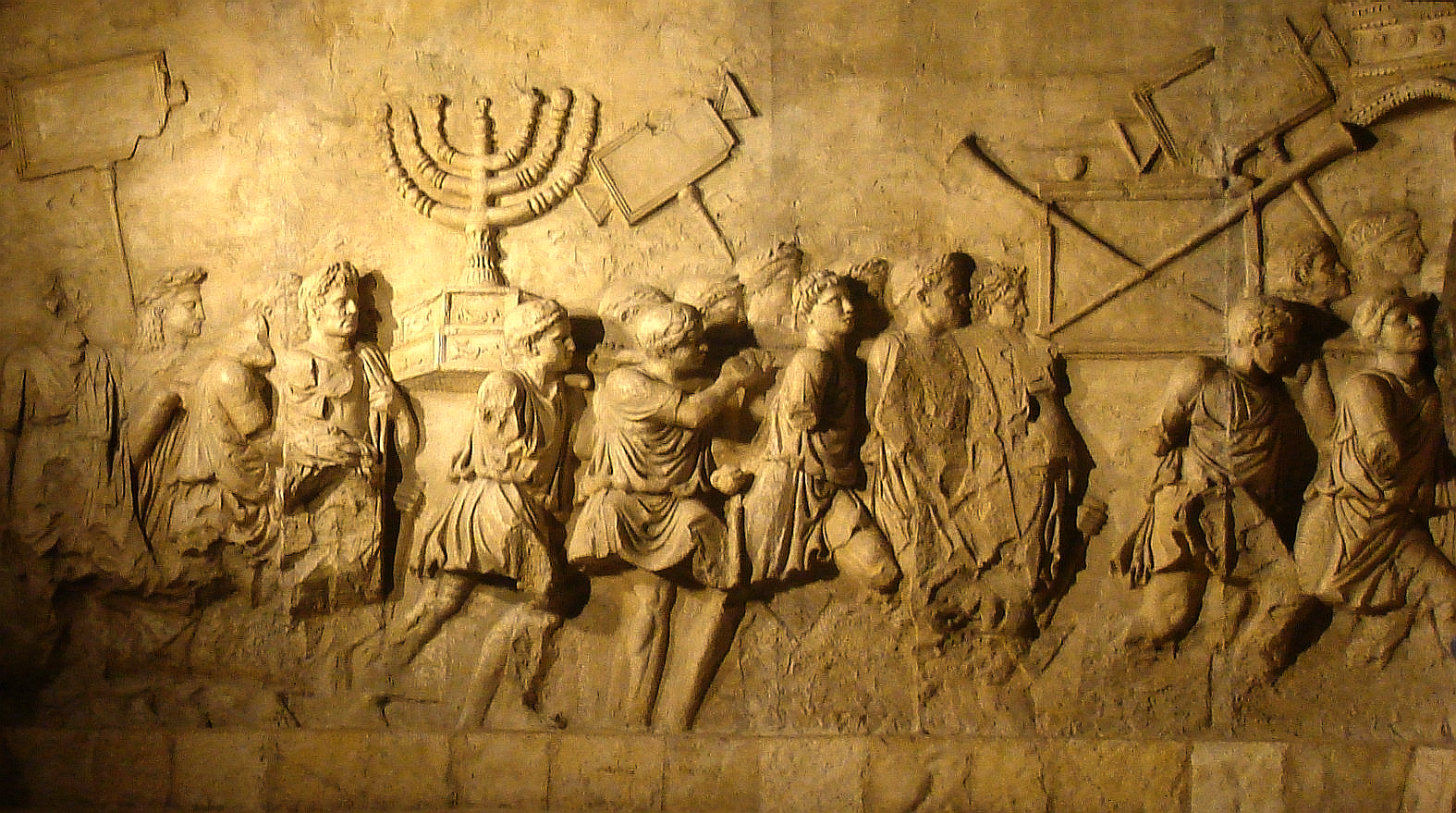
ローマにあるティトゥスの凱旋門の内壁に書かれた、神殿からの戦利品を運ぶローマ軍の凱旋式

聖書の記述によると、聖遺物の一部は第一神殿の破壊の後失われ、第二神殿では以下の物品が欠如していた。
- 契約の箱（モーセの十戒の書かれた石版、マナの壷、アロンの杖を含む）
- ウリムとトンミム（英語版）（さばきの胸当（英語版）を含む）
- 聖油（英語版）
- 神聖な炎

第二神殿において至聖所 (Kodesh Hakodashim)は、第一神殿のように壁で切り離されるのではなくカーテンで仕切られた。しかし、ユダヤ神殿のように第二神殿には以下のものが含まれていた。
- en:Hekhalのためのメノーラー（金の燭台）
- 供えのパン（英語版）のテーブル
- 金の香炉を含む金の香壇

第二神殿もまた、バビロニア人に取られたがキュロス2世によって回復された多くの金の祭具を含む。しかし、ユダヤ人の伝統によれば第二神殿には、はじめに存在していたシェキナおよび聖霊 (ユダヤ教)が不足していた。

## マカバイによる奪回
アレクサンドロス3世によるユダヤ征服から、シリアの王アンティオコス3世がパニオンの戦いでエジプトのプトレマイオス5世を破った紀元前200年までの間、ユダヤはプトレマイオス朝エジプトの一部であった。この戦いの後ユダヤはセレウコス朝シリアの一部となった。エルサレムの第二神殿が略奪され礼拝が止まったとき、ユダヤ教は実質的に非合法化された。紀元前167年、アンティオコス3世は神殿にゼウスへの祭壇を築くよう要請した。彼はまた割礼を禁止し、神殿の祭壇で豚を生贄に捧げるよう命令した。
セレコウス朝に対するマカバイ戦争の後に第二神殿は奪回され、ユダヤ人王朝であるハスモン朝の宗教的な柱となり、ユダヤ人の祝日であるハヌカーと文化的に結び付いた。

## ヘロデ神殿

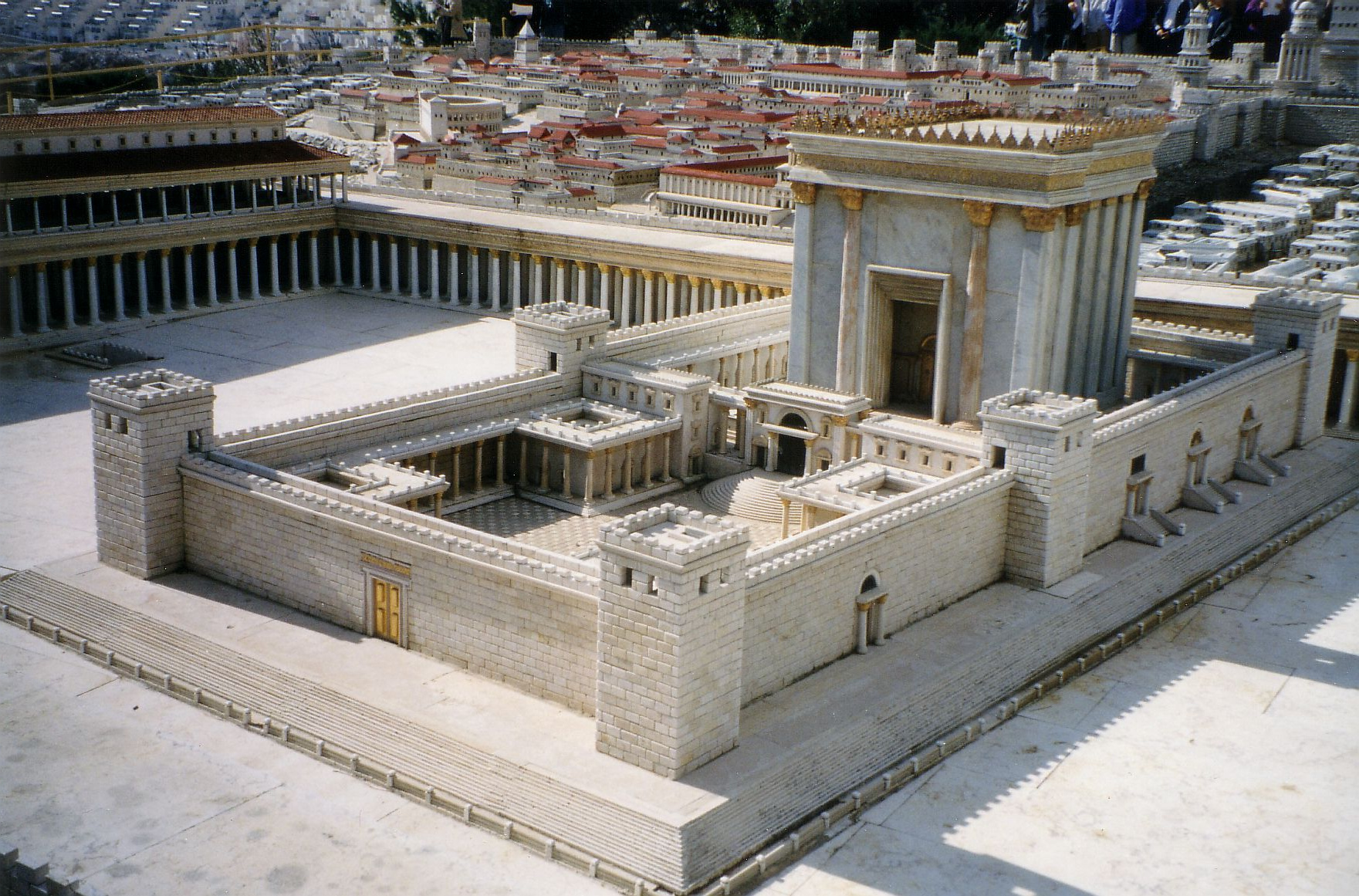
イスラエル博物館にあるヘロデ神殿の模型

ヘロデ王の下での神殿の再建は神殿の丘の大規模な拡張から始まった。宗教的な崇拝と神殿での儀式は神殿の再建が行われる中、続けられた。ユダヤ属州の大規模な反乱（ユダヤ戦争）の後、70年のエルサレム攻囲戦においてティトゥス率いるローマ軍団によって神殿は破壊された。これを記した最も完全な古代の記述はヨセフスのユダヤ戦記である。後のローマの属州総督は神殿の遺構を使って宮殿やユピテルの神殿、ビザンティン教会を築いた。そのような神殿の遺構は、687年から691年の間に岩のドームが建設されるまで解体されずに残っていた。祭壇に加え、岩のドームに繋がる階段（岩のドームはヘロデ以前からある神殿の丘の祭壇の壁の頂上に作られている）を含む地上に出ている神殿の遺構はいくつか残っている。
神殿自体は、今日岩のドームがある場所に建てられており、出口の門はアル＝アクサー・モスクの近くにあった。

### 建設

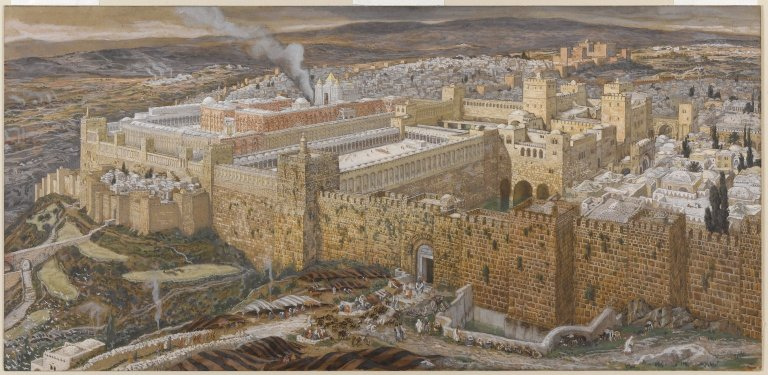
ジェームズ・ティソ - エルサレムの再建とヘロデ神殿 - （ブルックリン美術館）

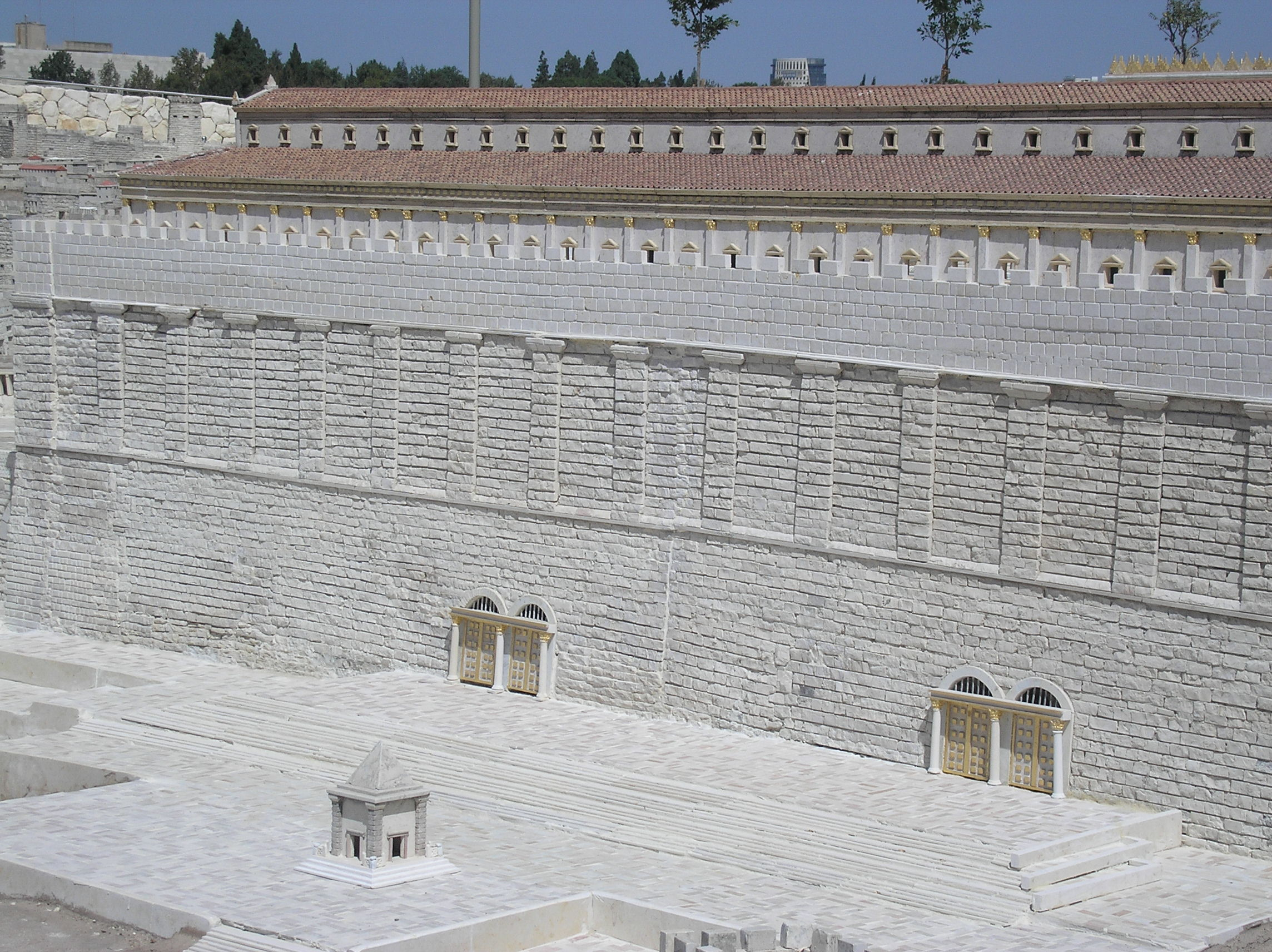
南の壁と王の柱廊の模型

ヘロデ神殿の建設は、紀元前1世紀の大きな建設事業の1つであった。ヘロデ大王はこの事業を通じて彼の名を永遠のものにすることに関心を寄せており、彼の事業は非常に広範囲に渡るものであった。彼はマサダ、カエサレアおよびティベリアに荘厳な宮殿を有していた。彼は非ユダヤ人の民衆に貢献するために様々な異教徒の神のための神殿を建設し、その資金は地元のユダヤ人に重税を課すことで賄われた。しかし、彼の事業の最高傑作はエルサレムの神殿だった。ゼルバベルによって建設された古い神殿は華麗な建築物に取り換えられた。ヘロデ大王とユダヤ教の宗教指導者との間で、建設中の全ての期間においてコルバンと呼ばれる生贄の儀式を続けられるようにすることおよび、神殿自身の建設はコハニム（アロンの子孫で司祭階級のユダヤ人）によって行われることとする合意がなされた。

### 祭壇
モリヤ山は北部に台地状の地形を有しており、南部は急斜面であった。ヘロデ大王は、この山の全てを巨大な四角い祭壇に変えるという計画を立てた。神殿の丘は当初、幅1600フィート、高さ900フィートの9階建て、壁の高さ16フィートという計画であったが、計画通りに実現しなかった。計画を完了するために、堀を山の周りに掘り、巨大な石のブロックを積み上げた。ブロックのいくつかは100トンを超え、最大のものは44.6×11×16.5フィートのサイズで567トンから628トンもの重量であった。ほとんどのブロックは2.5×2.5×15フィートのサイズでおよそ28トンであった。ヘロデ大王はギリシャ、ローマ、エジプトから建築家を呼び、建設の計画を立てさせた。
ブロックは恐らく、溝を掘るためにツルハシを用いて切り出された。その後、彼らは木の梁で打ち付け、強制的に押し出すために水で洗い流した。彼らはブロックを正確な長方形に切り出し、採石場の時点でそのブロックをどの場所に当てはめるかが示され番号が振られた。最終的な切り分けは、連結部を正確につなげるためにより硬い石で作ったグラインダーもしくはたがねを用いて行われた。彼らは雄牛と専用の手押し車を用いて運搬を行った。採石場が神殿から見て坂の上にあったため切り出したブロックの運搬には重力を利用することができたが、ブロックを降下させるために制御する必要があった。最終的な取り付けは滑車もしくはクレーンを用いて行われた。しかし、ローマの滑車とクレーンは、彼らがブロックを持ちあげるために複数のクレーンを使ったかもしれないように、単独でブロックを持ちあげるには強度が不十分であった。神殿の建設によって山の高さが上昇しだしたため、西側ではブロックは垂直な壁から離れて切り出されており、ブロック面の事実上の増築のためにブロックの切り出しは北の斜面が地上に到達するまでの間しばらく続けられた。モリア山の北側のアントニウスの丘の一部は神殿の丘に組み込まれ、その間の谷は埋め立てられた。
それがモリヤ山の頂上の小さな平地よりも大きくあり得たように、神殿の建設は巨大な地下のアーチの建設から始まった。嘆きの壁のトンネルを歩くと分かるように、その時点での地上部分は現在の高さよりも低く、少なくとも20フィート（6メートル）であった。伝説によれば全ての建物の建設は3年続いたとされるが、ヨセフスのような他の情報源では、建設期間をより長くとるように述べている。イエスが過越祭で神殿を訪問した際、ユダヤ人は神殿の建設が46年かかったと述べている。

## エルサレムへの巡礼

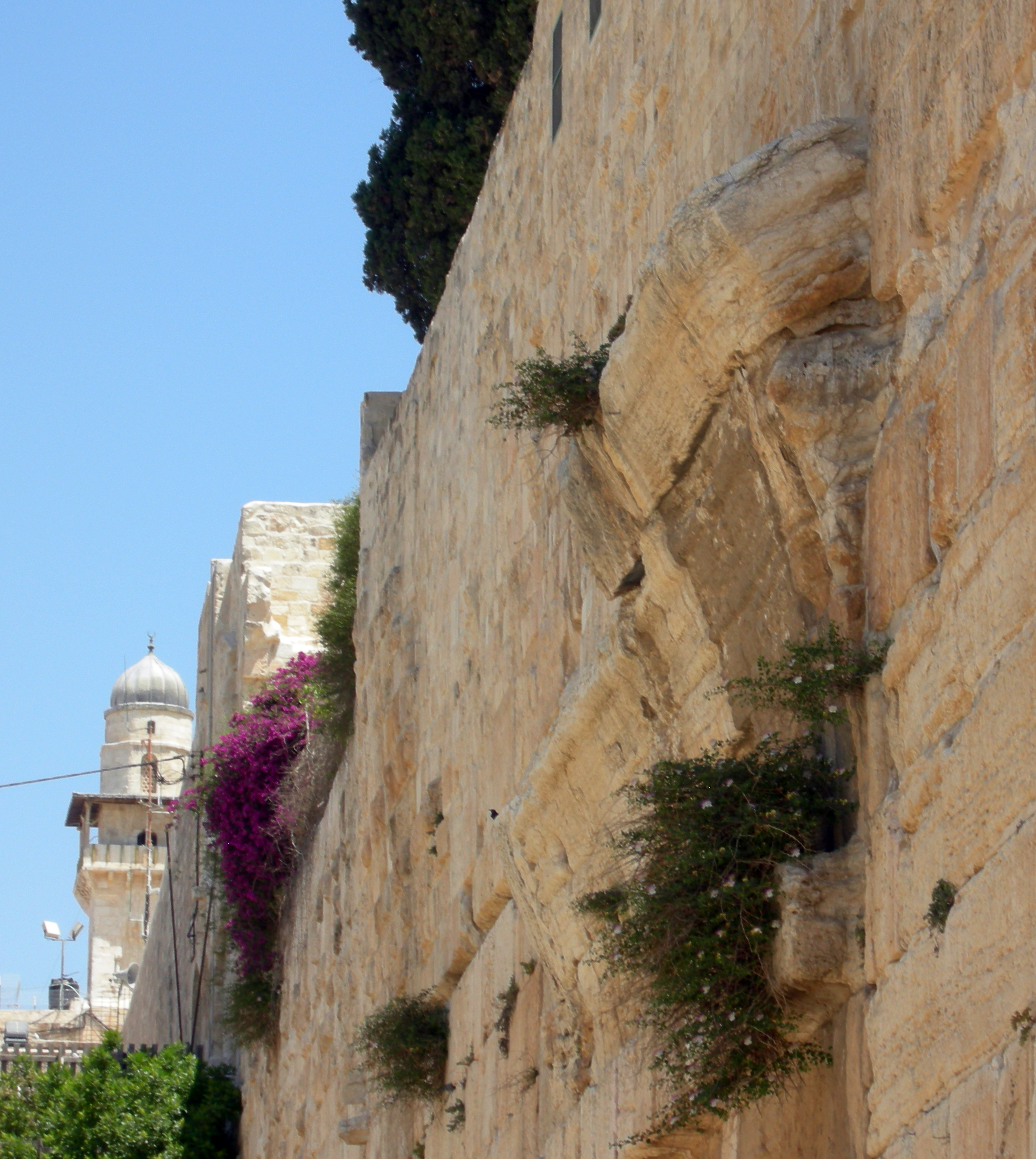
ロビンソン・アーチ - ヘロデ大王によって作られた王の柱廊の入り口の遺構

ローマ帝国の遠くの地域からユダヤ人はヤッファ（現在のテルアビブの一部）の港にボートで到着し、そこで聖都への3日間の旅（今日、自動車でおよそ1時間の距離）のためのキャラバンに加わり、そして多くのホテルや宿から1つの下宿屋を見つけた。一夜の宿は保障され、金を両替したら巡礼者は犠牲の動物（通常ハトもしくは羊）を購入し、翌日のイベントに備えた。
神殿の白く輝く大理石は、都市の壁の外の井戸からでも見えた。建物のスケールは印象深く景観を支配するように設計されており、エルサレムの中心となった。ヘロデ大王の宮殿近くにある3つの大きな塔でさえ、比較的小さく見えた。
巡礼者がはじめに行うことは、神殿の丘の南側にある公共の入り口に向かうことであった。そこで犠牲の動物を預け、自身を清める儀式を行う場所であるミクワーを訪れた。その後、巡礼者は自身の犠牲の動物を返却され、フルダ門に向かう。3階の高さの階段を登り門を通り抜けると、巡礼者は非ユダヤ人の庭にたどり着く。

### 非ユダヤ人の庭
この領域では主に、行商人が記念品や犠牲の動物、食品の販売ならびにローマのティリアン・シェケルを交換するための通貨の両替などを行うバザーが置かれていた。両替屋が置かれていたのは、ユダヤ人は彼ら自身のお金を儲けることが許されておらず、また彼らはローマの通貨を支配者による忌まわしいものと見ていたためである。建物を見学するガイドも提供されていた。ユダヤ人の男性には、神殿内部を見学する特別な機会が与えられていた。
白い麻のローブとチュブラー・ハットを身にまとったコーエン（聖職者）は、神殿に散らばって巡礼者を誘導し、どのような種類の犠牲が執り行われるかを彼らに助言していた。
非ユダヤ人の庭は王のポルチコであり、行政上の1/4の市場とシナゴークが含まれていた。その上の階では、ズーゴートは謁見式を行い、コーエンおよびレビ人は様々な雑用を果たした。観光客は非ユダヤ人の庭からそのイベントを見ることができた。
庭の東側にはソロモンのポルチコがあり、北側にはユダヤ人だけが入ることのできた、巨大な石の構造物で公共の場から切り離されたSoregがあった。神殿自体はSoregの中にあった。

### Soregの内側
ヨセフスによると、神殿には10の入り口があり、南に4つ、北に4つ、東に1つと、女性の庭 (en:Court of the women)からイスラエル人の庭までを東西に導くニカノール門と名付けられた入口があった。その門は、西から東へと向かう南側にはFuel Gate、初めの門、水門があり、東から西へと向かう北側にはエホヤキンの門、Offering Gate、女性の門、歌の門があった。東側にはニカノール門があり、大部分のユダヤ人の来訪者はニカノール門を通って神殿に入った。Soregのいくつかは現存している。
この領域内には、男女全てのユダヤ人の入場が許可された女性の庭があった。儀礼上穢れとされるコーエンでさえ、様々な任務を果たすために入ることができた。ナジル人のための床屋のみならず、ツァーラアト患者のための場所もあった。神殿の最大の庭では、恒常的に歌や踊りや音楽を見聞きすることができた。
イスラエル人の庭には、男性しか入ることが許されなかった。聖職者の庭における犠牲の儀式は、ここから見る事ができた。聖職者の庭は、レビ人の聖職者のためのものであった。

### 聖域
神殿の入り口からベールをかけられた至聖所の間には、メノーラー、香を焚く祭壇および様々な道具のような有名な器具が置かれた。

## 神殿の破壊

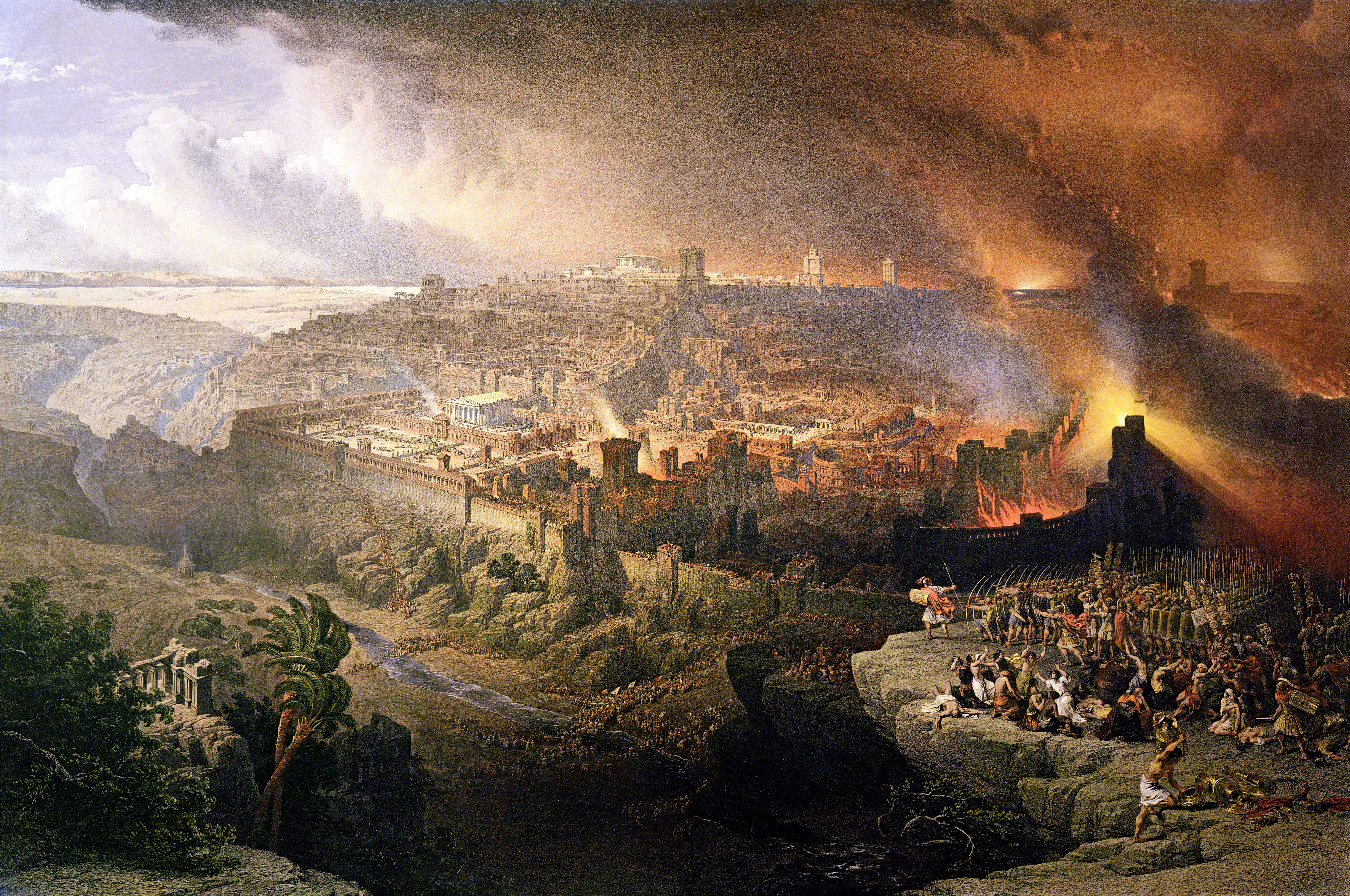
ローマ人によるエルサレムの包囲と破壊(1850年、デビット・ロバーツ)

66年、ユダヤ人はローマ帝国に反乱を起こした（ユダヤ戦争）。4年後の70年、ティトゥスに率いられたローマ軍団はエルサレムの大部分と第二神殿を再占領し、その後破壊した。ローマにある、ユダヤ戦争におけるティトゥスの勝利を記念したティトゥスの凱旋門は、メノーラーを含む神殿からの戦利品を運ぶ兵士とともに凱旋式の様子が表されている。ユダヤ人はエルサレム市街が破壊された後も居住し続けたが、135年にバル・コクバの乱が終結した後にアエリア・カピトリナと呼ばれる新しい町を建設した際、ハドリアヌス皇帝によってエルサレムは壊滅させられた。

## 考古学的調査
1967年以降、考古学者たちは壁が神殿の丘を囲むように広がっており、ライオン門近くの都市の壁もその一部であったことを見出した。このように、嘆きの壁は第二神殿の唯一の遺構というわけではない。エドワード・ロビンソンにちなんで名付けられたロビンソン・アーチは、祭壇の頂上と遠く離れたより高い地面との間を渡されたアーチの始点として現存する。これは聖職者たちに神殿の入口として使われた。一般人は、現存しているが塞がれている南側の門を通り、祭壇の頂上へと繋がる柱廊を通り抜け誘導された。これらの柱廊の1つは現存しており、神殿の丘を通って到達できる。南部の壁は壮大な入口として設計された。考古学的発掘により礼拝者が清めの儀式を行うための数千ものミクワーや、神殿への壮大な階段（現在は入口はふさがっている）が発見された。壁の内側では、神殿はソロモンの厩舎と呼ばれる現存するアーチ道によって支えられている。ソロモンの厩舎のワクフによる修繕事業には多くの異論が出ている（en:Jerusalem Islamic Waqf）。神殿は日中に輝く白い大理石を輸入して作られた。
2007年9月25日、イスラエル考古学庁の考古学者であるユバル・バルークは、神殿の丘で神殿を建設するための石をヘロデ大王に提供した可能性のある採石場を発見したと発表した。発見されたコインや陶器、鉄の支柱から、採石場がおよそ紀元前19年のものであると証明された。考古学者のエフド・ネツェルは、切り出された石の大きな外形は何百もの奴隷によって加工されており、大きな公的事業であったという証拠であると確認した。

## 第二神殿におけるユダヤ教
紀元前515年の第二神殿が建設されてから70年にローマ帝国によって破壊されるまでの間、第二神殿は大きな歴史の変動および、後の西洋やアラブの宗教に多大な影響を及ぼす重要な宗教的変化の舞台であった。聖書の権威や、法および宗教的道徳の中心的役割（ノアの法）、シナゴーグ、黙示録的な預言の起源は全てこの期間のユダヤ教で発達したものである。